# ثعلب النحوي
أبو العباس أحمد بن يحيى بن زيد بن سيار، البغدادي النحوي، الشيباني أو ثعلب (200 هـ-291 هـ) (816-904) ، إمام الكوفيين في عهده، وثالث ثلاثة قامت على أعمالهم مدرسة الكوفة النحوية، العلامة المحدث، وإمام النحو، صاحب الفصيح والتصانيف، ولد ببغداد في السنة الثانية من خلافة المأمون وبها مات.

## حياته
هو مولى مَعْن بن زائدة، المعروف بثعلب، شيخ العربية وإمام الكوفيين في النحو واللغة والحديث.
كان راويا للشعر، ومحدّثاً مشهوراً بالحفظ وصدق اللهجة والمعرفة بالغريب ورواية الشعر القديم، مقدماً عند الشيوخ منذ حداثته. ويقول عن نفسه: 
| ” | ابتدأت النظر في العربية والشعر واللغة في ست عشرة، ومولدي سنة مئتين، في السنة الثانية من خلافة المأمون، ثم بدأت النظر في «حدود» الفرّاء وسني ثماني عشرة سنة، وكنت أُعنى بالنحو أكثر من عنايتي بغيره، فلما أتقنته أكببتُ على الشعر والمعاني والغريب». | “ |

درس النحو والشعر وعلم المعاني والغريب على ابن الأعرابي وسلمة بن عاصم والجمحي وغيرهم. صار إمام الكوفيين، وأدب بعض أبناء آل ظاهر. أخذ عنه الأخفش الأصغر ونفطويه وابن الأنباري والزاهد، شهر بالمعرفة بالغريب، ورواية الشّعر، والصدق، ولكنه لم يكن فصيح العبارة ولا قادرا على التعليلات والأقيسة النحوية.
ألّف عدة كتب في اللغة مثل الفصيح الذي ذاع وألّفت حوله عدّة دراسات، وفي الألفاظ والنحو مثل المصون، واختلاف النحويين، وفي القرآن مثل إعراب القرآن، ومعاني القرآن والقراءات، وفي الشعر مثل قواعد الشعر، ومعاني الشّعر شرح دواوين الأعشى وزهير والنابغة الذبياني والنابغة الجعدي.
ومن مؤلفاته أيضًا: الموفقي (مختصر في النحو)، والتصغير، وما ينصرف وما لا ينصرف، والشواذ، والأمثال، والأيمان والدواهي، والوقف والابتداء، واستخراج الألفاظ من الأخبار، والهجاء، وغرائب القراءات، والمسائل، وحد النحو.

### تسميته بالثعلب
سمي الرجل ثعلبا لأنه كان إذا سئل عن مسألة أجاب من هاهنا وهاهنا فشبهوه بثعلب إذا أغار، وهو أحد علماء اللغة وله باع في عدد من العلوم كالفقه لكن غلبت عليه البضاعة اللغوية.

## شيوخه
تلقى ثعلب علومه على طائفة كبيرة من علماء عصره في اللغة والنحو و قراءة القرآن والحديث الشريف و رواية الشعر وحرص على حضور الحلقات العلمية.
| - إبراهيم بن إسحاق بن بشير الحربي (ت285هـ) - ابرهيم بن المنذر الحزامي(ت236ه). - أحمد بن إبراهيم بن إسماعيل النديم اللغوي، أبو عبد الله (ت309هـ). - أحمد بن حاتم، صاحب الأصمعي، أبو حاتم (ت231هـ). - سلمة بن عاصم النحوي، أبو محمد، صاحب الفراء. - العباس بن الفرج الرياشي، أبو الفضل (ت257هـ). | - عبد الله بن شبيب الربعي البصري، أبو سعيد. - أبو عبد الله الطوال النحوي (ت243هـ). - عبيد الله بن عمر القواريري (شيخ ثعلب في الحديث). - علي بن المغيرة الأثرم، أبو الحسن (ت232هـ). - عمر بن شبّة البصري، أبو زيد (ت262هـ). - عمرو بن أبي عمرو الشيباني(ت231هـ). - محمد بن حبيب، أبو جعفر(ت245هـ). | - محمد بن الحسين الطبري المعروف بابن نجدة. - محمد بن زياد ابن الأعرابي، أبو عبد الله(ت231هـ). - محمد بن سلام الجمحي (ت231هـ). - محمد بن عبد الله بن قادم، أبو جعفر (ت251هـ). - محمد بن هشام الشيباني، أبو محلم (ت245هـ). - أبو المغيث الأودي. |

## تلاميذه
تصدّر ثعلب للتدريس منذ حداثته، فأخذ عنه خلق كثير وتخرّج به طائفة كبيرة، ومن أشهرهم:
| - إبراهيم بن حمويه المروزي الحربي - إبراهيم بن محمد بن السري الزجاج، أبو اسحاق(ت311 هجري). - إبراهيم بن محمد بن عرفة المعروف بنفطويه(ت323 هجري). - أحمد بن جعفر المعروف بجحظة، أبو الحسن(ت324 هجري). - أحمد بن الفضل بن شبابة، أبو الضوء(ت350ه). - أحمد بن كامل القاضي، أبو بكر(ت350ه). - أحمد بن محمد بن عبد الله بن صالح، أبو الحسن(ت320ه). - أحمد بن محمد بن عبد الله المعبدي(ت292ه). - أحمد بن موسى بن مجاهد(ت324 هجري). - داود بن الهيثم، أبو سعد(ت316ه). - سليمان بن محمد المعروف بالحامض، أبو موسى(ت305 هجري). - عبد الرحمن بن محمد الزهري | - عبد الله بن جعفر بن درستويه، أبو محمد(ت347 هجري). - عبد الله بن محمد بن سفيان الخراز(ت325ه) - عبد الله بن محمد الشامي، أبو محمد - علي بن سليمان الأخفش الأصغر، أبو الحسن(ت315 هجري). - علي بن عبد الله الناشئ، أبو الحسن(ت365ه). - علي بن محمد المعروف بابن الكوفي - أبو عيسى - محمد بن أحمد بن عبد الله المعروف بالمفجع(ت320ه). - محمد بن أحمد القطان المعروف بالمتوثي(ت349ه). - محمد بن أحمد كيسان، أبو الحسن(ت299 هجري). - محمد بن أحمد الوشاء، أبو الطيب. - محمد بن الحسن بن مِقْسَم، أبو بكر(ت355ه). | - محمد بن العباس اليزيدي(ت313ه). - محمد بن محمد عبد الله بن موسى الكرماني، أبو عبد الله(ت329ه). - محمد بن عبد الواحد الزاهد المعروف بغلام ثعلب(ت345 هجري). - محمد بن علي الحسن النحوي المعروف بابن المعين(ت308ه). - محمد بن القاسم الأنباري، أبو بكر(ت328 هجري). - محمد بن ولاد التميمي المعروف بابن ولاد(ت398 هجري). - محمد بن يحي المعروف بالصولي(ت336 هجري). - محمد بن يعقوب بن ناصح الأصبهاني(ت343ه). - المفضل بن سلمة بن عاصم، أبو طالب. - هارون الضرير، المعروف بابن الحائك. |

## من شعره
ومنه:
ومنه:
ومنه:
ومنه:

## وفاته
الراجح أنه توفي سنة إحدى وتسعين و مائتين، بعد أن صدمته دابة من ورائه فقط على رأسه في هوة من الطريق، فلم يقدر على القيام، فاُخرج وحُمل إلى داره ومات في اليوم الثاني ودفن في جوار داره قرب باب الشام.
ورثاه بعضهم فقال:

## شهادة أهل العلم له
شهد بعلم ثعلب وعلوّ كعبه في اللغة والنحو، وسمو أدبه وخلقه، وقوة حافظته عدد كبير ممن يعتدّ بقولهم من رجال العربية، فأبو بكر بن أبي الأزهر قال في حقّ المبرد وثعلب:

## مؤلفاته
خلّف ثعلب مجموعة كبيرة من المؤلفات في النحو والصرف و اللغة والقراءات، ورواية الشعر وما تلحن فيه العامة. و هذا التنوع يشهد له بثقافة علمية واسعة، إلا أن أغلبها لم يصل إلينا، وهي:
| - اختلاف النحويين - استخراج الألفاظ - إعراب القرآن - الأمثال - الأوسط في النحو - الايمان والدواهي - التصغير - تفسير كلام ابنة الخسّ - حدّ النحو - ديوان ابن الدمينة - ديوان زهير - ديوان عروة بن حزام | - ديوان النابغة الجعدي - ديوان النابغة الذبياني - ديوان الطرماح - ديوان طفيل - الشواذ - غريب الحديث - غريب القرآن - الفصيح - فعلت وأفعلت - القراءات - قواعد الشعر - ما تلحن فيه العامة | - ما ينصرف ومالا ينصرف - ما يجري ومالا يجري - المجالس - المسائل - المصون في النحو - معاني الشعر - معاني القرآن - الموفقي - النوادر - الهجاء - الوقف |